# Pannon elegyes erdők
A pannon elegyes erdők ökorégió a Kárpát-medence alacsonyabban fekvő területeinek flóráját és faunáját foglalja magába, a mérsékelt övi lombhullató és elegyes erdők biomjához tartozik. Kiterjedése 307 590 km², magába foglalja Magyarország teljes területét és Szlovákia nagy részét, valamint átnyúlik Romániába, Szerbiába, Bosznia-Hercegovinába, Horvátországba, Szlovéniába, Ausztriába, Csehországba és Ukrajnába is. Az ökorégió természetvédelmi státusza kritikus/veszélyeztetett.

## Jellemzői
A pannon ökorégió a Kárpát-medence közepén terül el, a sík Alföldet alacsony dombságok és középhegységek veszik körbe. A síkságokat korábban mocsarak, tölgyerdők és erdős sztyepp borították, ám az emberi tevékenység, az évszázadokon át tartó földművelés és legeltetés hatására az eredeti őshonos társulások helyét a pusztai életközösségek vették át. Az ökorégiót két nagy folyó, a Duna és a Tisza szeli át. A terület klímáját jelentősen befolyásolják a környező hegyláncok, amelyek az érkező csapadék jelentős részét felfogják, így az Alföldön az éves csapadékmennyiség alig éri el az 500–600 mm-t.

### Flóra
A dombságokat és középhegységeket mérsékelt övi erdő borítja, amely cseres–tölgyes, gyertyános–tölgyes és bükkös erdőtársulásokból áll. Az uralkodó tölgyfajok a kocsánytalan, kocsányos és a csertölgy. A megmaradt mocsarakban és a folyók vonalát kísérő árterekben magas biodiverzitás figyelhető meg. Az Alföld homokos területein több endemikus növényfaj is él, például a homoki báránypirosító, a homoki kikerics és a tartós szegfű. Az Európai Unió élőhelyek védelméről szóló direktívája a pannon ökorégió fajai közül összesen 46-ot vett fel kiemelt védelmet nyújtó listájára, ilyen például a leánykökörcsin.

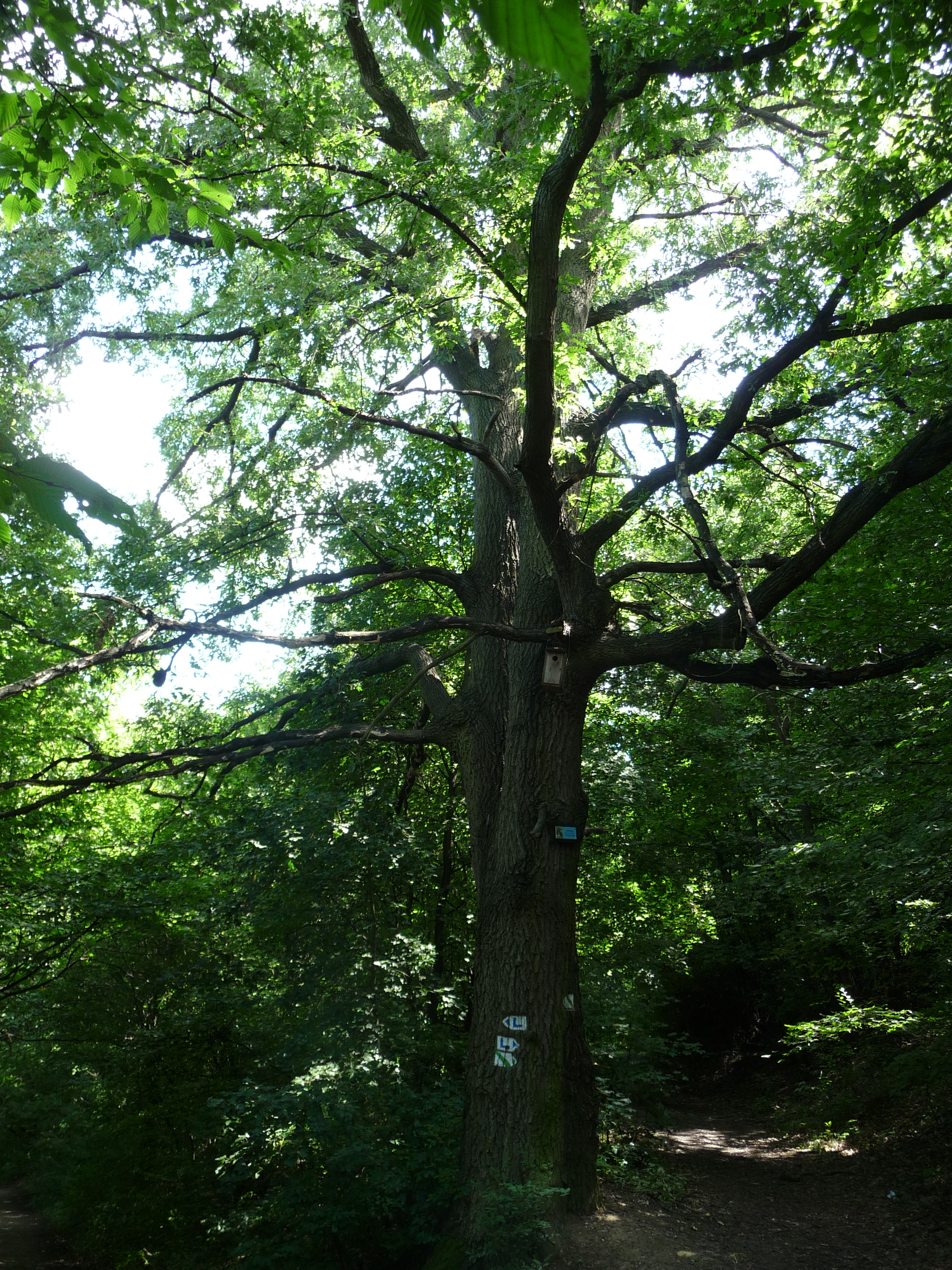
Csertölgy
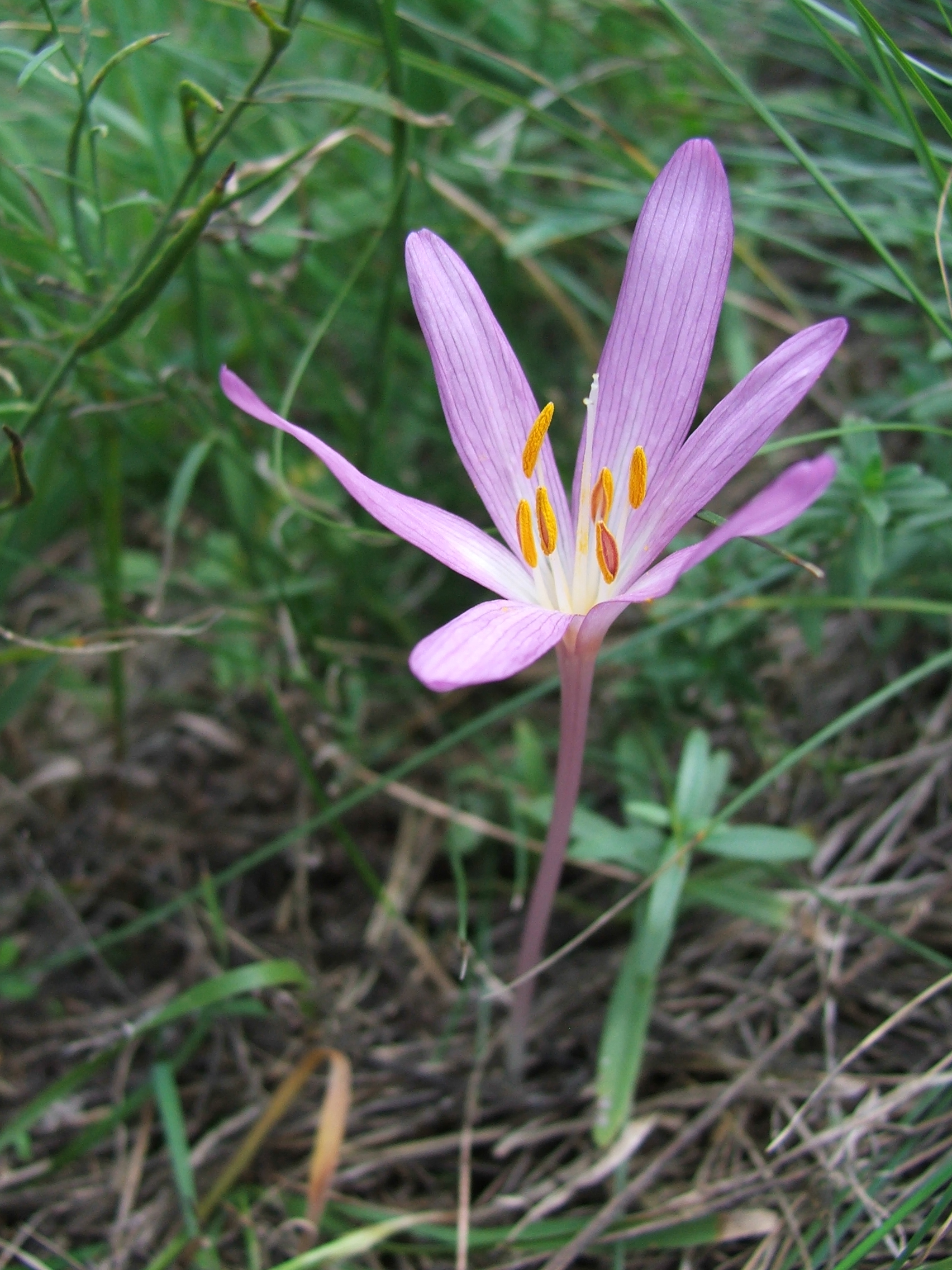
Homoki kikerics
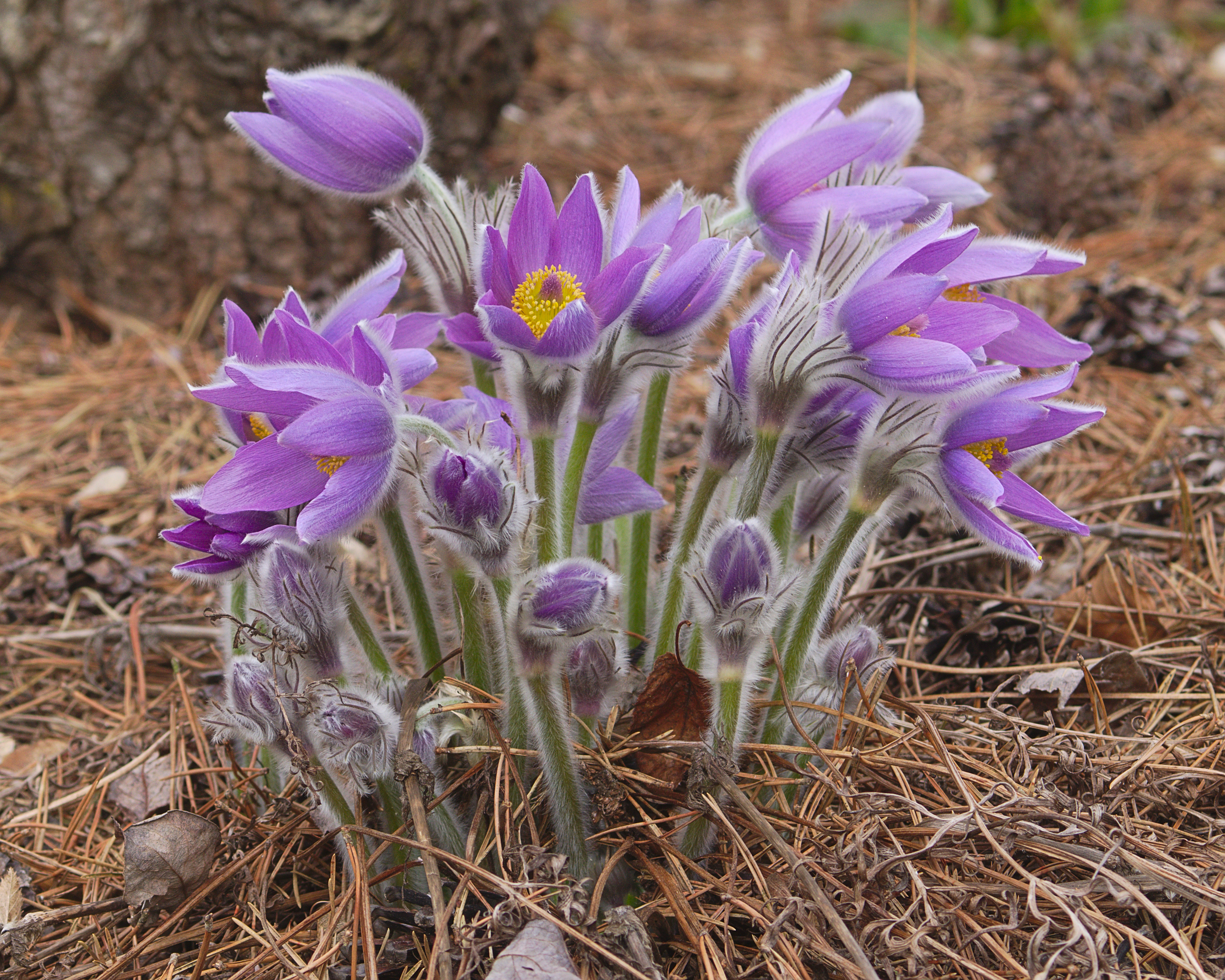
Leánykökörcsin

### Fauna
Jellemző emlősállatainak többsége Európa szerte megtalálható, ilyen például az üregi nyúl, a szürke farkas és a veszélyeztetett európai nyérc. Az ökorégió endemikus állatfajai közé tartozik a rákosi vipera, a pannon csiga és az Aggteleki-barlangban élő szemercsés vakászka (Mesoniscus graniger). Veszélyeztetett hüllőfaj a parlagi vipera és védett az Alföldön szigetszerűen előforduló homoki gyík is. Az ökorégió területén gazdag madárvilág él, biodiverzitásuk különösen a sekélyvízű vizes élőhelyeken, például a Fertő-tónál összpontosul. Ludak, kacsák és számos másik madárfaj költ itt évente, többek között a ritka kis lilik és a kanalasgém. A szárazabb területeken túzok, a fokozottan védett parlagi sas és a kerecsensólyom is megtalálható.

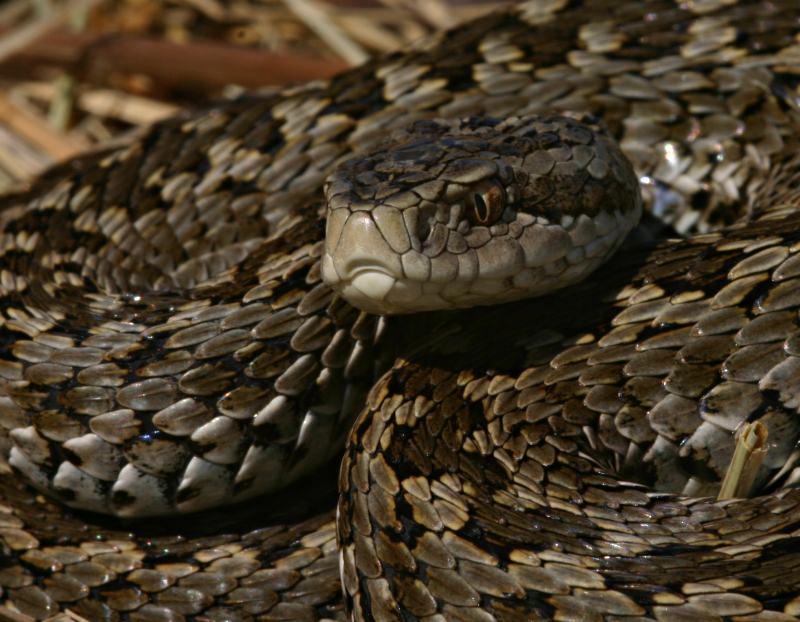
Rákosi vipera
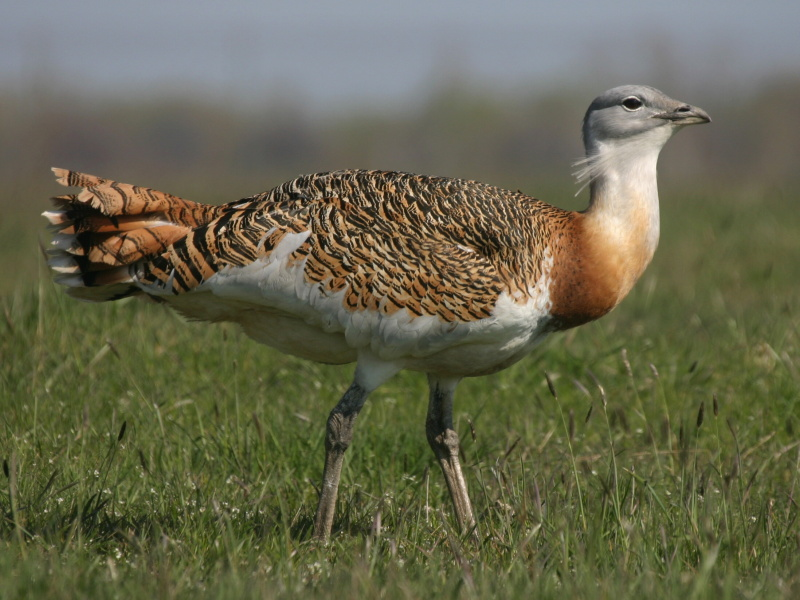
Túzok
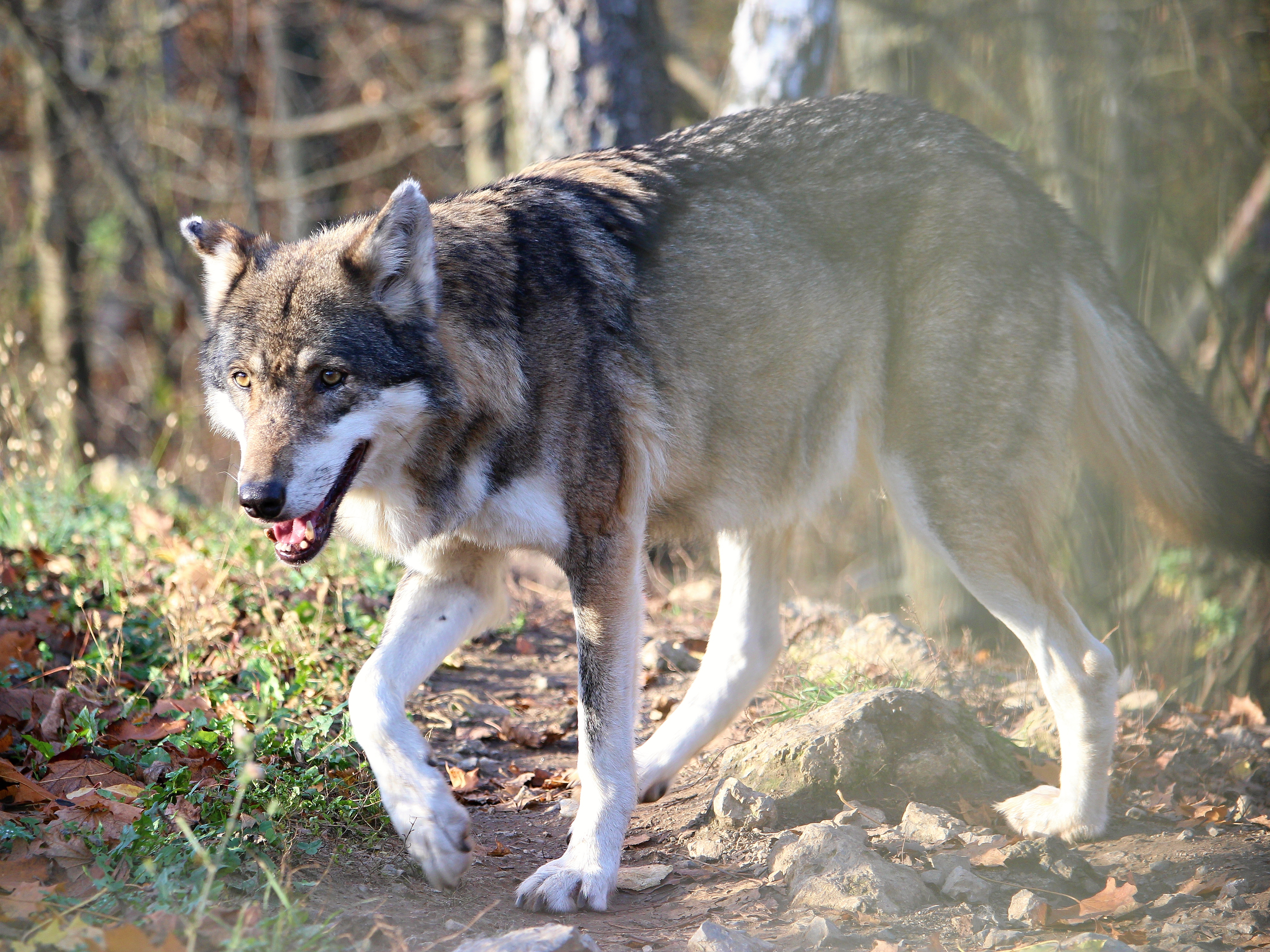
Farkas Szlovákiában

## Természetvédelmi státusz

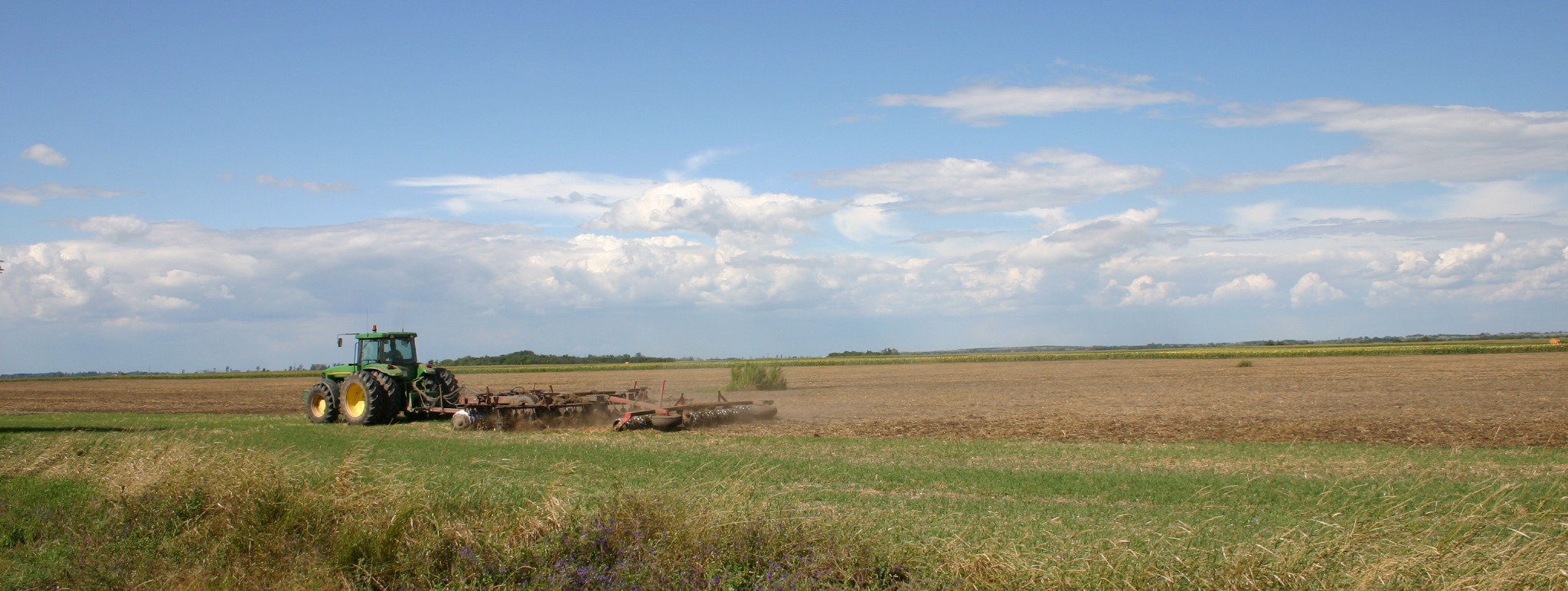
A természetes élőhelyek foltokká zsugorodtak, helyüket átvette a szántóföldi művelés

A 19. századtól kezdve a pannon elegyes erdők ökorégió természeti környezete gyors pusztulásnak indult. A nagyszabású folyószabályozások megszüntették a vizes élőhelyek nagy részét és a terjeszkedő mezőgazdasági területek elfoglalták a természetes erdők és a félig természetes pusztai élőhelyek többségét, a maradékot pedig fragmentálták. Napjainkban a területnek alig egyhatodát borítják erdők, a fennmaradt természetes közegek nagy része a hegységekben található. Több természetvédelmi projekt is igyekszik megóvni a fennmaradt pannon elegyes erdőket és vizes élőhelyeket, ilyen a 10 magyarországi nemzeti park, a Donau-March-Thaya-Auen ramsari terület Ausztriában, a Lónyamező (Lonjsko Polje) ramsari terület Horvátországban, illetve a Bílé Karpaty UNESCO MAB Bioszféra Rezervátum Csehországban.
Súlyos környezeti problémákat okoz a mezőgazdaságban használt vegyszerek szennyezése amely a talajon keresztül, a talajvízbe is eljut. A klímaváltozás hatására egyre gyakoribbak a súlyos aszályok. Az őshonos életközösségek integritását invazív fajok fenyegetik, ilyen például a fák esetében a betelepített fehér akác, a halaknál pedig az európai angolna és az amur. A WWF besorolása szerint az ökorégió természetvédelmi státusza jelenleg kritikus/veszélyeztetett. A világszervezet ajánlása szerint a biodiverzitás megőrzésének érdekében első lépésként erősíteni kell a megmaradt természetes, vagy természetközeli erdős területek védelmét, második lépésként kutatásokat kell folytatni a fenntartható és nem szennyező mezőgazdasági termelés érdekében, harmadik lépésként pedig helyre kell állítani elpusztult vizes élőhelyeket az Alföldön.

## Szomszédos ökorégiók
Északon és keleten a Kárpátok hegyvidéki erdejei ökorégió határolja, délen a balkáni elegyes erdők, délnyugaton a Dinári-hegység elegyes erdejei, nyugaton az Alpok tűlevelű és elegyes erdői, északnyugaton pedig a nyugat-európai lomboserdők és a közép-európai elegyes erdők elnevezésű ökorégiók veszik körül.

## Lásd még
- Európa ökorégióinak listája